# نادي كرينز
نادي كرينز الرياضي (بالألمانية: Sport Club Kriens) نادي كرة قدم سويسري يلعب في دوري الدرجة الترويجي السويسري 1. تم تأسيس النادي في عام 1944.

## روابط خارجية
- SC Kriens